# József Bozsik
József Bozsik [ˈjoːʒɛf ˈboʒik] (* 28. November 1925 in Kispest; † 31. Mai 1978 in Budapest) war ein ungarischer Fußballspieler und -trainer sowie Mitglied der „Goldenen Elf“ Ungarns. Sein Spitzname war „Cucu“.

## Werdegang
Bozsik war eines von sechs Kindern eines bescheiden verdienenden Fabrikarbeiters und begann seine Fußballerkarriere – ebenso wie sein Jugendfreund Ferenc Puskás – beim Kispesti AC (KAC), wo er von der Position des rechten Läufers aus das Spiel im Mittelfeld organisierte. Der beidbeinige, präzise Schütze bewegte sich auf dem Platz im behäbigen Trab, war aber dabei ein Ästhet des Fußballspiels, nie hastig, immer intelligent, mit Übersicht und enormer Ballsicherheit. 1945 debütierte er in der ersten Mannschaft von Kispest und wurde bald der Motor seines Teams.
1949 gewann er den ersten Meistertitel mit seinem Verein, der im selben Jahr von der kommunistischen Regierung in Honvéd Budapest umbenannt und offiziell zum Armeeklub erklärt worden war. Sämtliche Spieler bekamen einen militärischen Rang verliehen – Bozsik den Majorsrang –, ohne aber wirklich eine militärische Funktion auszuüben.
Schon zwei Jahre zuvor, 1947, wurde er zum ersten Mal in die Nationalmannschaft berufen. Als Teil der viel umjubelten Goldenen Elf gewann er in der Folge bei den Olympischen Sommerspielen 1952 in Helsinki die Goldmedaille und 1953 den über mehrere Jahre gehenden Europapokal der Nationalmannschaften. Im selben Jahr war er Torschütze beim legendären 6:3-Auswärtssieg der Ungarn gegen die englische Nationalmannschaft. Dieses Spiel bedeutete damals die erste Heimniederlage Englands gegen eine Mannschaft vom europäischen Festland. Bei der Fußball-Weltmeisterschaft 1954 trat Ungarn als großer Favorit an und erreichte das Finale mit 25:7 Toren ohne große Mühe. Im Viertelfinale gegen Brasilien foulte der Brasilianer Nílton Santos Bozsik und die Situation eskalierte: Beide lieferten sich einen kurzen Boxkampf, und Schiedsrichter Arthur Ellis schickte beide in der 71. Spielminute vom Feld. Die Sperre galt jedoch nur für die Restdauer des Spiels. Im Halbfinale führte Bozsik die Ungarn als Kapitän aufs Feld (Puskás war verletzt) und gewann das Spiel gegen Uruguay mit 4:2. Seine bitterste Stunde im Nationaldress erlebte er im Finale, als Ungarn gegen Deutschland mit 2:3 verlor. In diesem Spiel verlor er in der 84. Minute beim Stand von 2:2 den Ball an Hans Schäfer, der den Angriff einleitete, der zum entscheidenden Tor durch Helmut Rahn führte.
Als 1956 der Ungarische Volksaufstand von der sowjetischen Armee niedergeschlagen wurde, blieb Bozsik im Unterschied zu Mannschaftskameraden wie Puskás, Kocsis oder Czibor in Ungarn. In den folgenden Jahren wurde er Parlamentsabgeordneter (mehr ein Aushängeschild denn ein echter Politiker) und führte mit seiner Frau in Budapest ein Damenmodegeschäft. Nach seiner Spielerkarriere versuchte er sich auch kurze Zeit als Trainer bei Honvéd, wurde dann aber technischer Berater und Mitglied des Klubvorstands. 1974 war er ein Länderspiel lang ungarischer Nationaltrainer. Er schrieb Kommentare für die Budapester Sportzeitung „Képes Sport“ und starb mit 52 Jahren an einem Herzinfarkt.
Bozsik gilt noch heute neben Ferenc Puskás als der bekannteste Spieler von Kispesti/Honvéd. Daher trägt die im Stadtteil Kispest gelegene Spielstätte von Honvéd Budapest inzwischen den Namen „Bozsik Aréna“.
Sein Sohn ist der spätere Trainer Péter Bozsik.

## Erfolge

### Verein
- Erstligaspiele: 447, alle für Kispesti AC bzw. Honvéd Budapest
- Ungarischer Meister: 1949/50, 1950, 1952, 1954 und 1955

### Nationalmannschaft
- Olympiasieger: 1952
- Europapokalsieger mit der Nationalmannschaft: 1953
- Mitglied der ungarischen Mannschaft, die 1953 beim „Jahrhundertspiel“ England mit 6:3 die erste Heimniederlage gegen ein Team vom europäischen Festland zufügte und 1954 das Rückspiel im Budapester Népstadion mit 7:1 gewann
- Vizeweltmeister mit der ungarischen Nationalelf bei der Fußball-Weltmeisterschaft 1954
- Rekordnationalspieler Ungarns mit 101 Einsätzen (zwischen 1947 und 1962): er schoss 11 Tore im Nationaldress; in seinem letzten Länderspiel erzielte er ebenfalls einen Treffer.

## Trivia
- Bozsik wird im Lied „OK“ von der Band Okay im Jahr 1987 erwähnt. Dort ist eine Live-Übertragung des Fußballspieles Ungarn gegen Deutschland im Jahr 1954 in der WM zu hören.